# Joakim Persson (futbolista nacido en 2002)
Joakim Persson (Gotemburgo, 3 de abril de 2002) es un futbolista sueco que juega en la demarcación de delantero para el IK Sirius Fotboll de la Allsvenskan.

## Selección nacional
Tras jugar en las categorías inferiores de la selección, finalmente hizo su debut con la selección de fútbol de Suecia en un partido amistoso contra Estonia que finalizó con un resultado de 2-1 a favor del combinado sueco tras el gol de Kevor Palumets para Estonia, y de Sebastian Nanasi y Isaac Thelin para Suecia.

## Clubes
| Club               | País   | Año       | Partidos | Goles |
| ------------------ | ------ | --------- | -------- | ----- |
| IK Sirius Fotboll  | Suecia | 2019-2020 | 15       | 0     |
| IFK Luleå (cedido) | Suecia | 2020      | 10       | 4     |
| IK Sirius Fotboll  | Suecia | 2020-2021 | 6        | 1     |
| IK Brage (cedido)  | Suecia | 2021-2022 | 46       | 10    |
| IK Sirius Fotboll  | Suecia | 2023-     | 49       | 19    |